# Daihatsu Boon Luminas
Daihatsu Boon Luminas (яп. ダイハツ・ブーンルミナス) — автомобиль японской компании Daihatsu. Выпускался с декабря 2008 по март 2012 года. Название Luminas образовано из двух английских слов: «roomy», что в переводе — просторный, вместительный и «luminous» — светящийся, блестящий.

## Технические характеристики
Семиместный минивэн Daihatsu Boon Luminas выпускался в двух кузовах — CBA-M502G и CBA-M512G. Трансмиссия — 4-ступенчатая классическая АКПП.
CBA-M502G
Силовая установка — рядный 4-цилиндровый 16-клапанный бензиновый двигатель с жидкостным охлаждением, объёмом 1495 см³. Модель двигателя 3SZ-VE, мощность 109 лошадиных сил, степень сжатия 10,0. Тип привода — передний. Продавался в трёх комплектациях: CX, CL и CX aero. Масса автомобилей в комплектации CX и CL 1170 килограмм, а CX aero — 1190 кг. Ёмкость бензобака 42 литра.
Расход топлива 15,6 км/л в режиме 10/15 (устаревший японский метод измерения расхода топлива).
CBA-M512G
Силовая установка — рядный 4-цилиндровый 16-клапанный бензиновый двигатель с жидкостным охлаждением, объёмом 1495 см³. Модель двигателя 3SZ-VE, мощность 109 лошадиных сил, степень сжатия 10,0. Тип привода — полный. Выпускался в комплектациях CX и CX aero. Масса автомобиля 1240 килограмм. Ёмкость бензобака 42 литра.
Расход топлива 14,6 км/л в режиме 10/15.